# Cathédrale de Syracuse
La cathédrale de Syracuse, de son nom complet cathédrale métropolitaine de la Nativité-de-la-Très-Sainte-Vierge-Marie (en italien : Cattedrale Metropolitana della Natività di Maria Santissima), est une église catholique romaine de Syracuse, en Italie. Il s'agit de la cathédrale de l'archidiocèse de Syracuse.
La cathédrale se dresse sur la partie la plus élevée de l'île d'Ortygie et intègre ce qui fut le principal temple sacré de style dorique de la polis grecque de Syrakousai, dédié à Athéna (Minerve). L'édifice fut converti en église avec l’avènement du christianisme.
Considérée comme étant l'église la plus importante de la ville de Syracuse, elle est incluse dans le site du patrimoine mondial de l'UNESCO de Syracuse depuis 2005. D'extérieur, elle est essentiellement de style baroque et rococo, alors qu'on retrouve à l’intérieur des vestiges du temple grec de l'époque sicéliote et des parties remontant à l'époque médiévale, construites par les Normands.

## Histoire

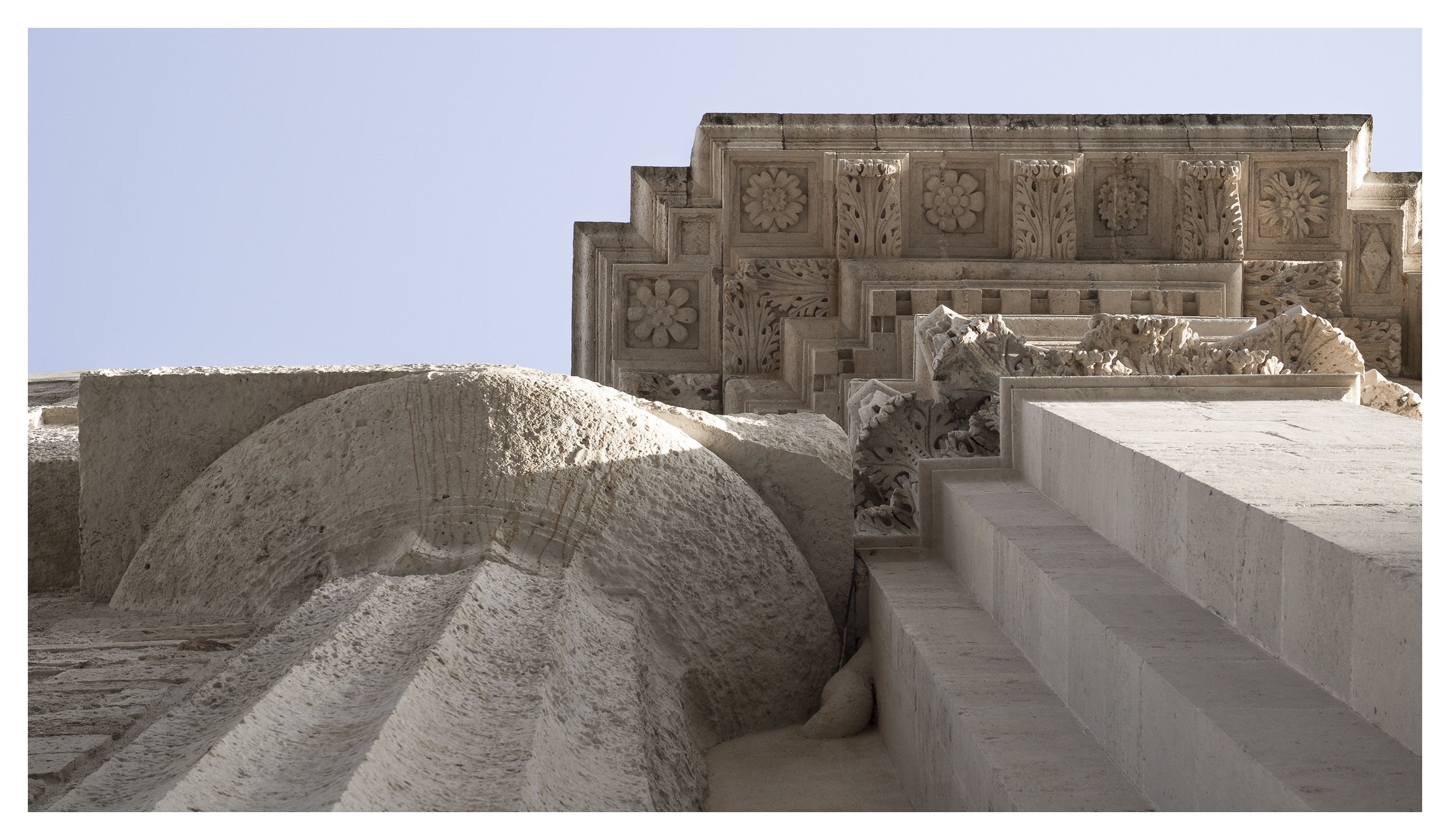
Colonnes doriques du temple d'Athéna remises au jour sur le côté gauche de la cathédrale.

Le site où se trouve la cathédrale de Syracuse a été sans interruption le principal lieu de culte de Syracuse depuis que les Sicules vinrent s'y installer. Les conquérants grecs y érigèrent ensuite un temple ionique. Au début du Ve siècle av. J.-C., Gélon, le tyran de Syracuse, fit bâtir à côté un temple dorique imposant, le plus important de la polis, dédié à Athéna. Le site conserva son éminente fonction sacrale tout au long de l'antiquité grecque et romaine.

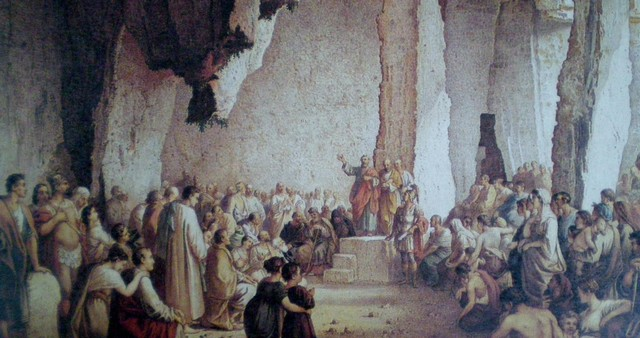
Saint Paul prêchant près des latomies de Syracuse, tableau de Francesco Paolo Priolo (XIXe siècle).

Avec l'avènement du christianisme, le temple devint une église chrétienne qui hébergea, comme le rappelle une inscription sculptée sur ses murs, la première communauté chrétienne à avoir vu le jour en Europe. La cathédrale de Syracuse devint alors la deuxième église dédiée au Christ après celle d'Antioche et la première église chrétienne d'Occident.
Les Byzantins imprimèrent leur style au nouvel édifice chrétien. Lors de la conquête (878) et de la destruction de Syracuse par les musulmans, la cathédrale fut épargnée, mais elle fut ensuite transformée en une mosquée.
Avec les Normands, la ville retrouve le christianisme (1086) ; la cathédrale reprend son rôle d'église catholique et on lui donne une nouvelle façade dans le style de l'époque, majestueuse et austère.
Pendant le terrible tremblement de terre de 1693, qui réduisit en ruines plusieurs villes de la Sicile orientale, dont une grande partie de Syracuse, la cathédrale resta sur pied ; sa façade normande fut néanmoins détruite, mais sa structure interne, y compris les colonnes du temple grec, fut préservée. Avant la fin de l'époque espagnole (1713), la cathédrale fut reconstruite en style baroque, mais elle conserve encore de nombreux éléments témoignant des différentes périodes qu'elle a traversées.

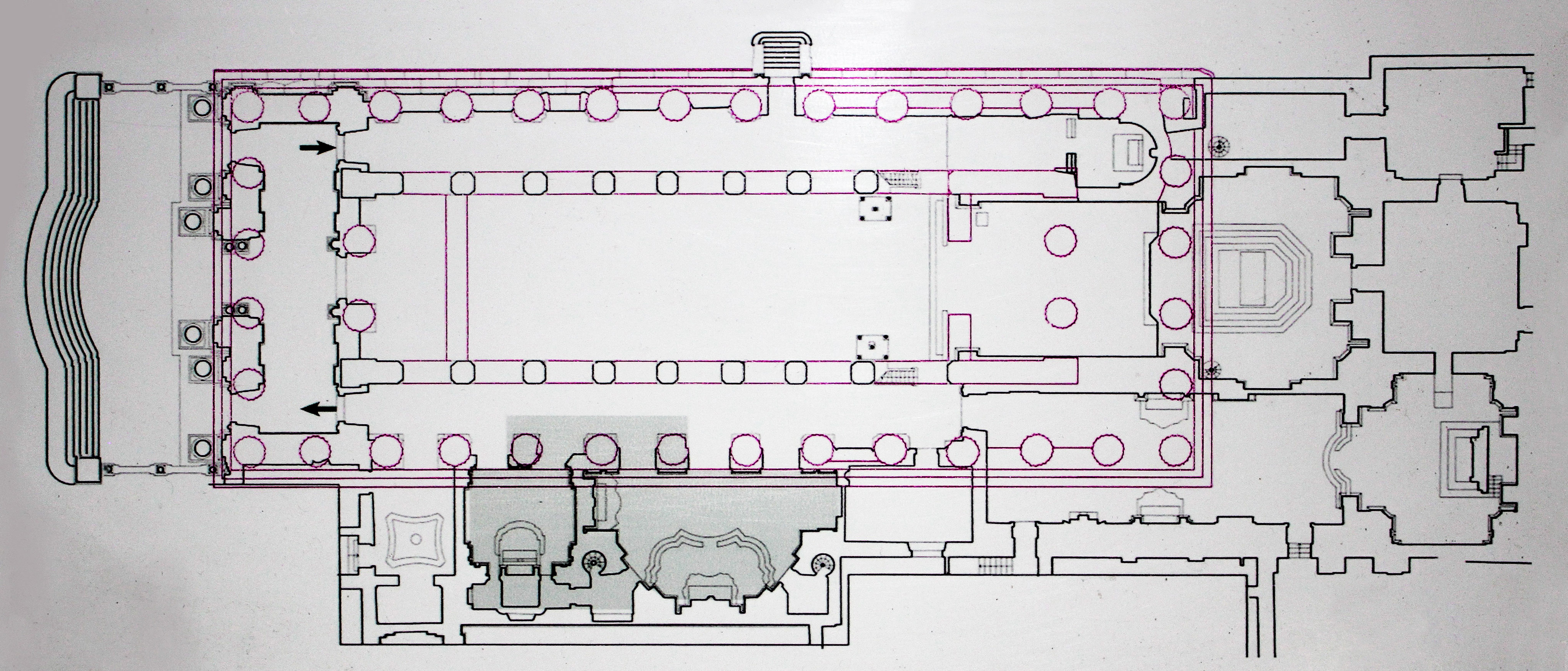
Plan de la cathédrale. Les éléments antiques sont en rouge. La façade est à gauche.

## Description

### Extérieur

#### La façade
L'architecte Andrea Palma se mit à l'œuvre dans les toutes premières années du XVIIIe siècle. La façade est d'une composition très complexe et riche en décorations et constitue l'expression baroque la plus accomplie que l'on trouve dans toute la ville.

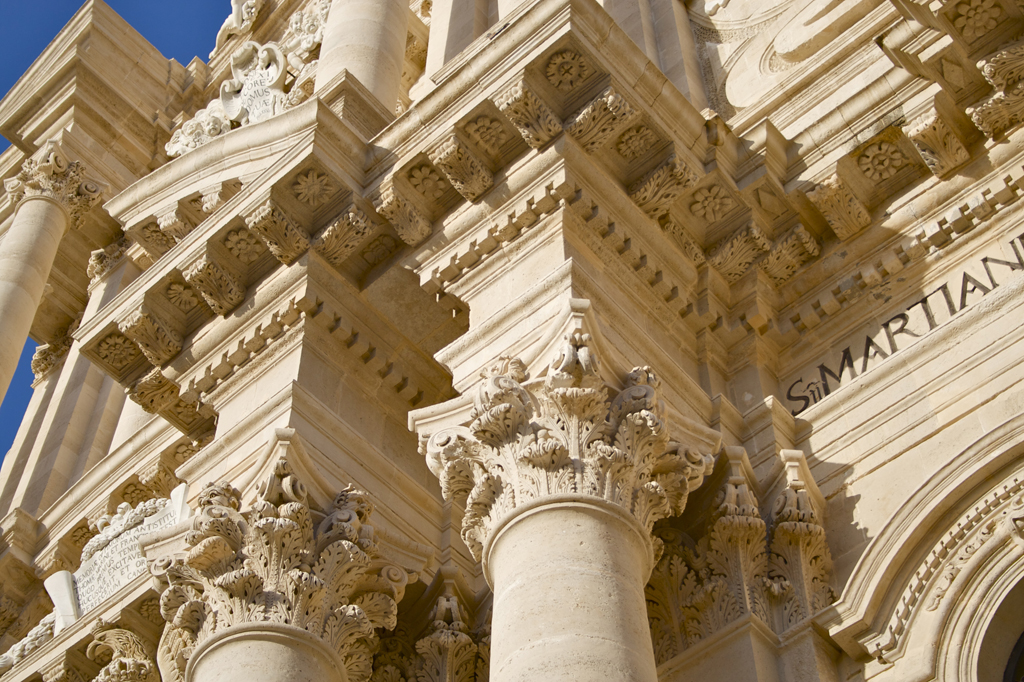
Détail de la façade.

La façade présente deux ordres horizontaux séparés par un entablement à ressauts. La partie inférieure est formée de six colonnes hautes et robustes d'ordre corinthien, dont les quatre centrales soutiennent un fronton brisé crénelé et encadrent le portail central. Les deux colonnes latérales portent à leur extrémité les statues des deux martyrs de Syracuse, saint Marcian et sainte Lucie.
L'ordre supérieur est composé de quatre colonnes corinthiennes hautes et robustes qui soutiennent le fronton supérieur surmonté d'une croix en fer forgé flanquée de deux anges. L'étage supérieur présente une forme trapézoïdale délimitée par deux contreforts ornés à leur base d'une spirale et sur les côtés de bas-reliefs sculptés en forme de lys.
Au centre de l'étage supérieur se trouve une niche à arc en plein cintre flanquée de deux colonnes corinthiennes, de dimensions inférieures à celles des colonnes principales, et surmontées d’un tympan représentant un blason tenu par deux anges. À l’intérieur de la niche se trouve une statue de l’Immaculée Conception, que les habitants de Syracuse appellent "Marònna ro Pilèri" (Madone du Pilier).

#### La perspective latérale
Sur le côté gauche, la cathédrale présente dans la partie inférieure son aspect original de temple sicéliote, avec ses puissantes colonnes doriques encore visibles. Les fenêtres étroites datent du Moyen Âge et la terrasse est délimitée par des ornements architectoniques de forme arrondie, tous de même taille et disposés en ligne droite. Une porte secondaire donne accès à l'intérieur de la cathédrale. Les côtés du campanile présentent deux grands arcs surmontés de cadrans solaires dépourvus de styles.

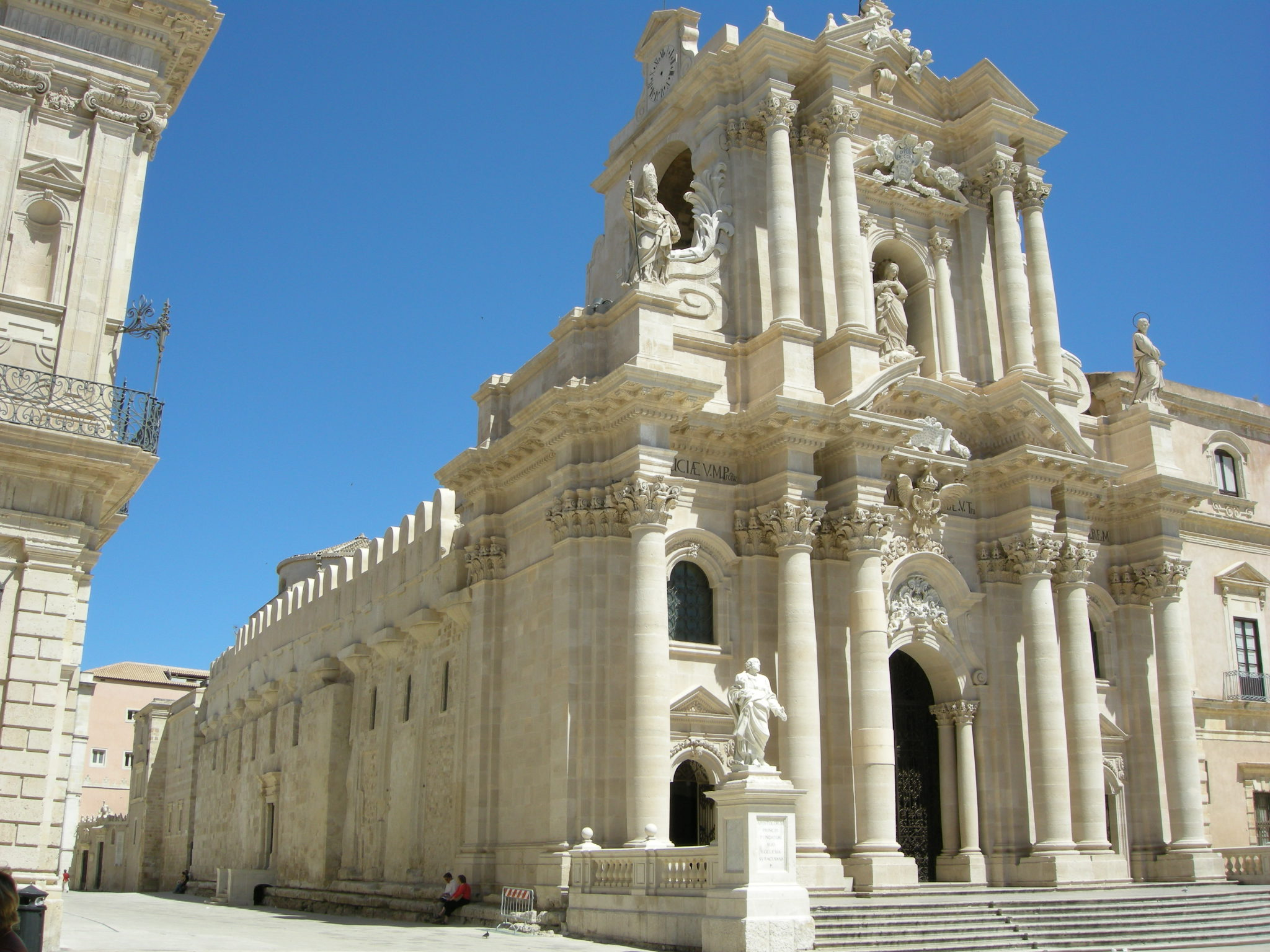
La façade, le campanile et le côté gauche avec les colonnes doriques.
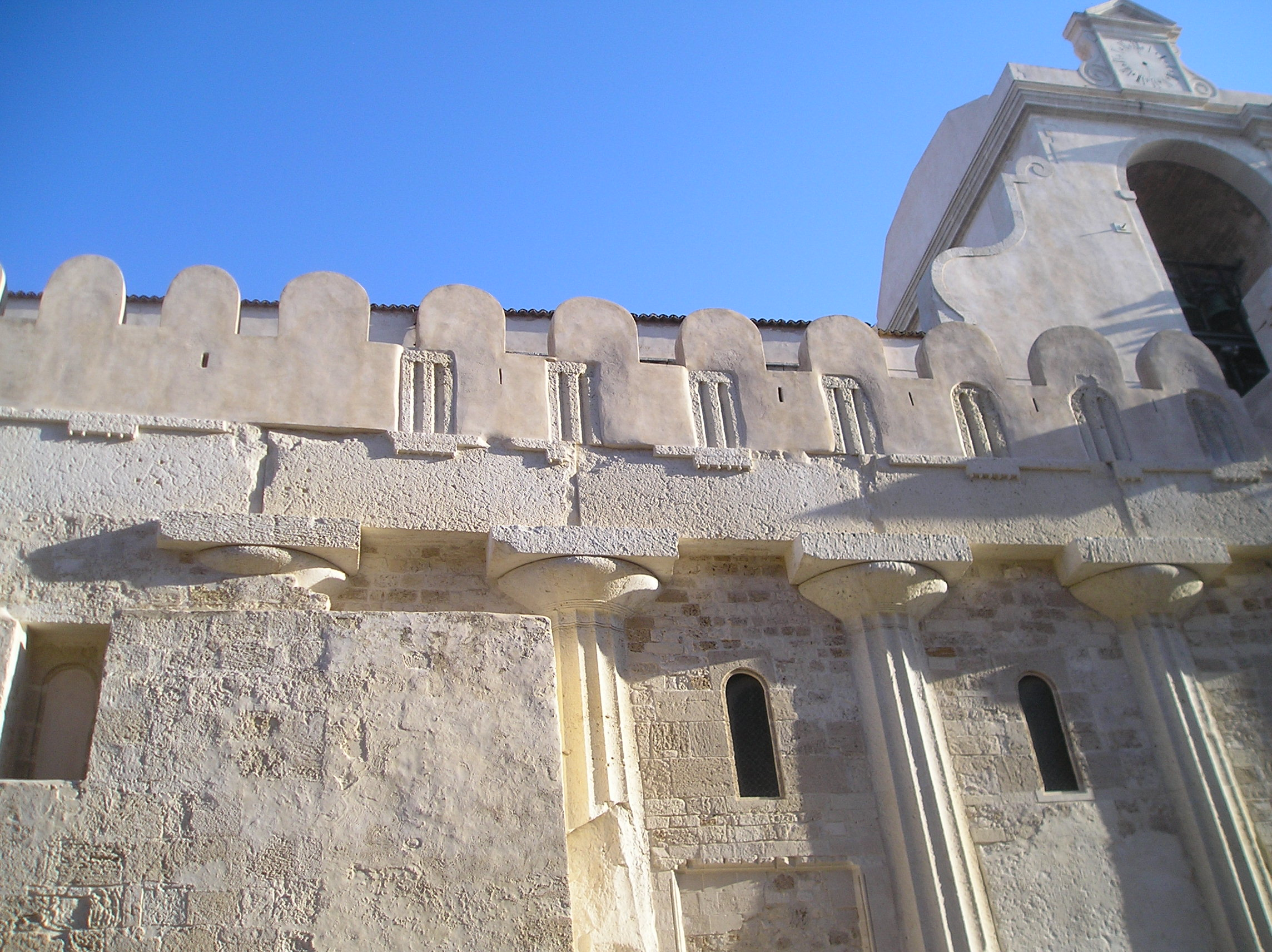
Éléments du temple d'Athéna : colonnes, triglyphes, architrave.

La partie latérale droite n'est pas visible, car la cathédrale est contiguë avec le Palais épiscopal (1854). Enfin, la partie postérieure de l'édifice se fond dans le labyrinthe du tissu urbain de la presqu'île, qui, fortifiée et densément peuplée, constituait au Moyen Âge la seule partie habitée de la ville.

#### Les statues extérieures
La cathédrale de Syracuse présente à son extérieur diverses statues du sculpteur palermitain Ignazio Marabitti, le plus renommé des sculpteurs siciliens de son époque. Les principales représentent cinq martyrs liés à l'histoire de la foi à Syracuse :
- La statue de saint Pierre, au pied de la cathédrale, sur le côté gauche. Ce fut saint Pierre qui envoya dans la ville son premier évêque, Marcian, lequel y établit l'une des premières églises de la chrétienté.
- La statue de saint Paul, au pied de la cathédrale, sur le côté droit. Saint Paul s'est arrêté trois jours à Syracuse lorsqu'il allait à Rome pour rencontrer César.
- La statue de saint Marcian de Syracuse, à gauche du campanile, à l'étage supérieur. Marcian était l'évêque que l'apôtre Pierre avait fait venir d'Antioche pour diffuser l'évangile dans la ville. Il fut martyrisé sous l'Empire romain et canonisé par la suite par l'Église catholique et orthodoxe.
- La statue de sainte Lucie, à droite du campanile, à l'étage supérieur. Sainte Lucie est la patronne de la ville et est vénérée dans le monde entier. La cathédrale lui est dédiée (ainsi qu'à la Nativité de la Vierge Marie).
- La statue de l'Immaculée trône au centre de l'étage supérieur. Le culte de Marie a toujours été très vivant à Syracuse et la cathédrale avait déjà été dédiée par les Byzantins à la Nativité de Marie.

Les statues extérieures - partie supérieure:
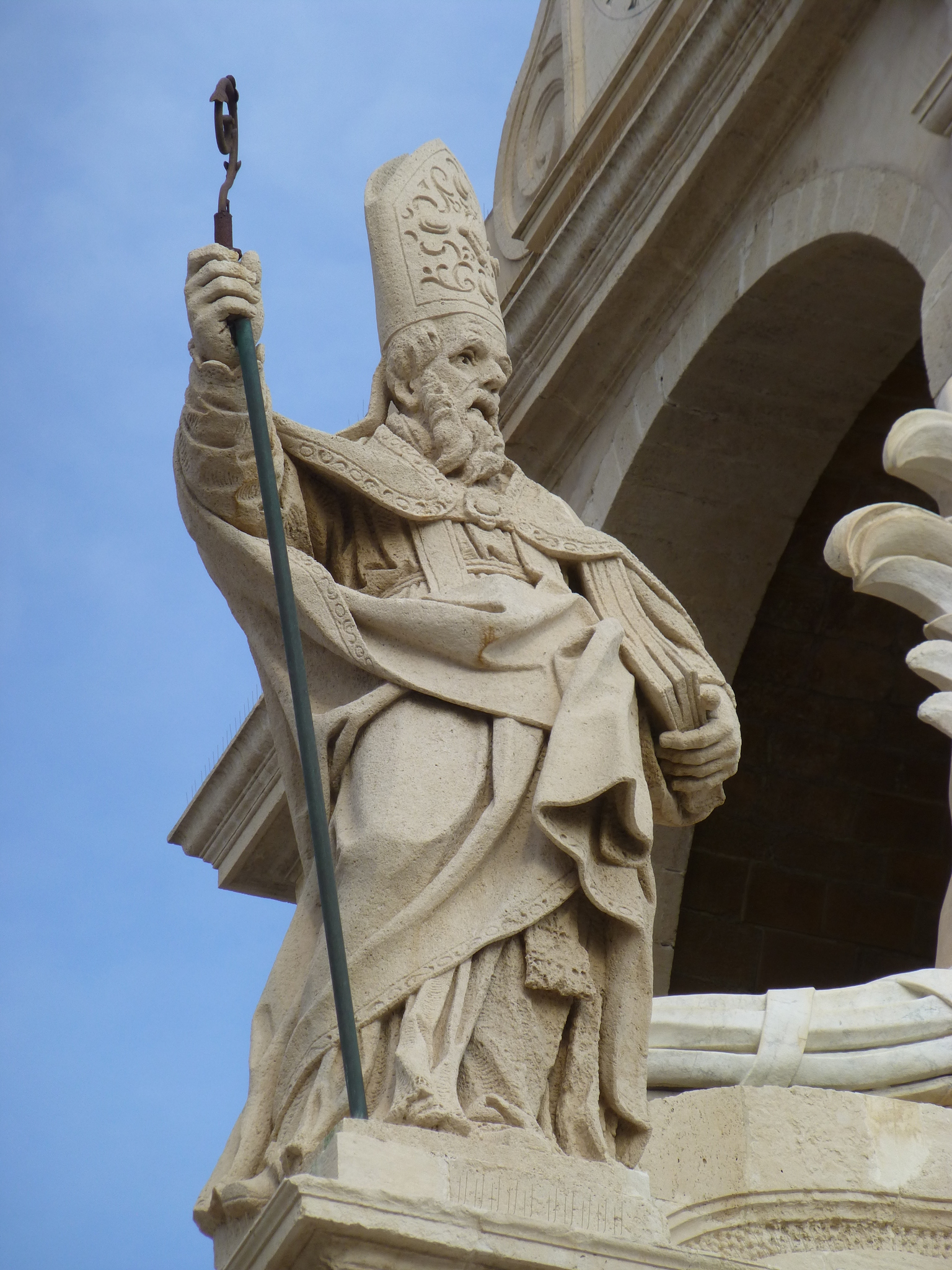
La statue de saint Marcian, à gauche à l'étage supérieur.
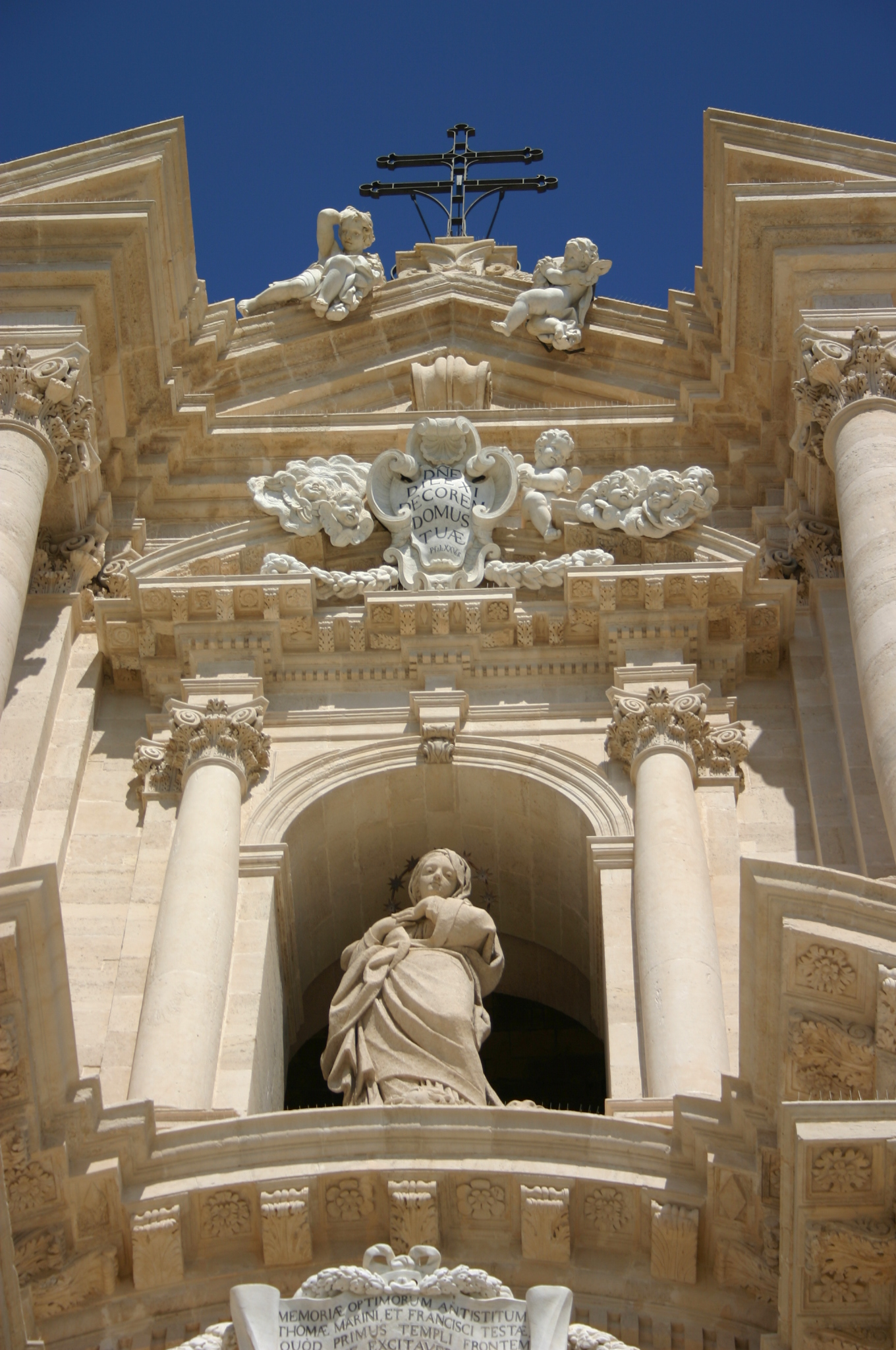
La statue de l'Immaculée, au centre de l'étage supérieur.
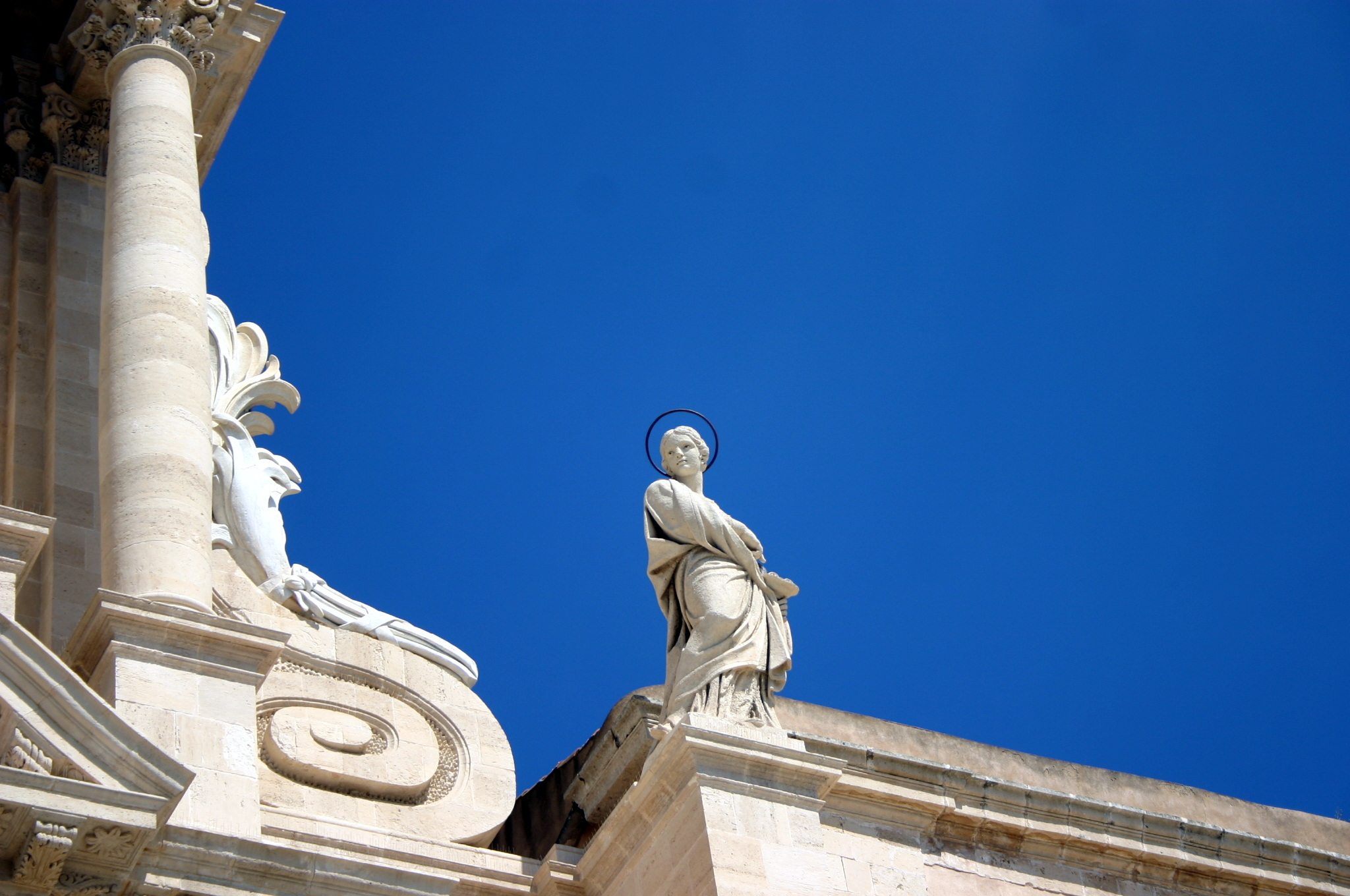
La statue de sainte Lucie, à droite à l'étage supérieur.

Les statues extérieures - partie inférieure:
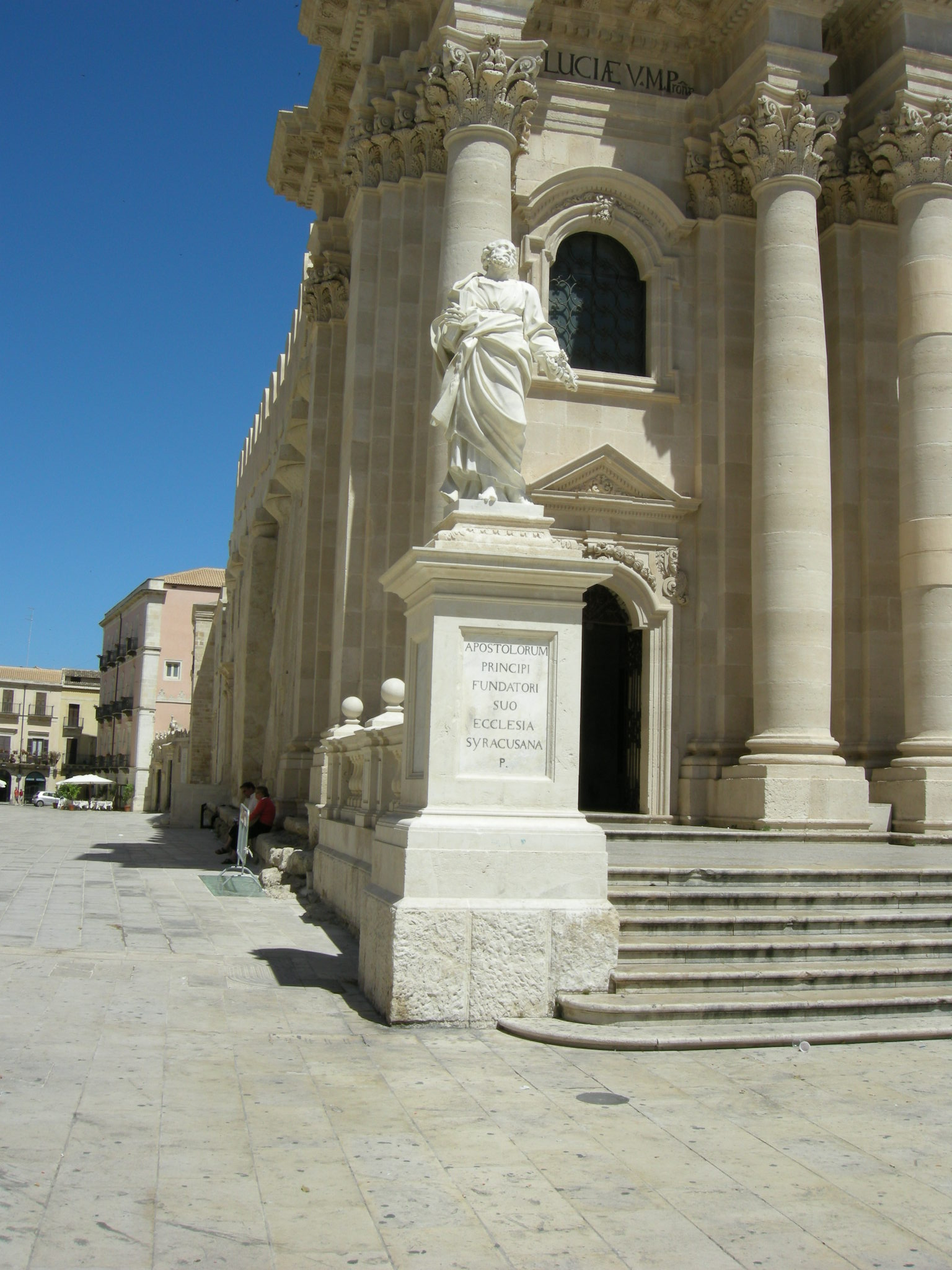
La statue de saint Pierre, à gauche au pied de la façade.
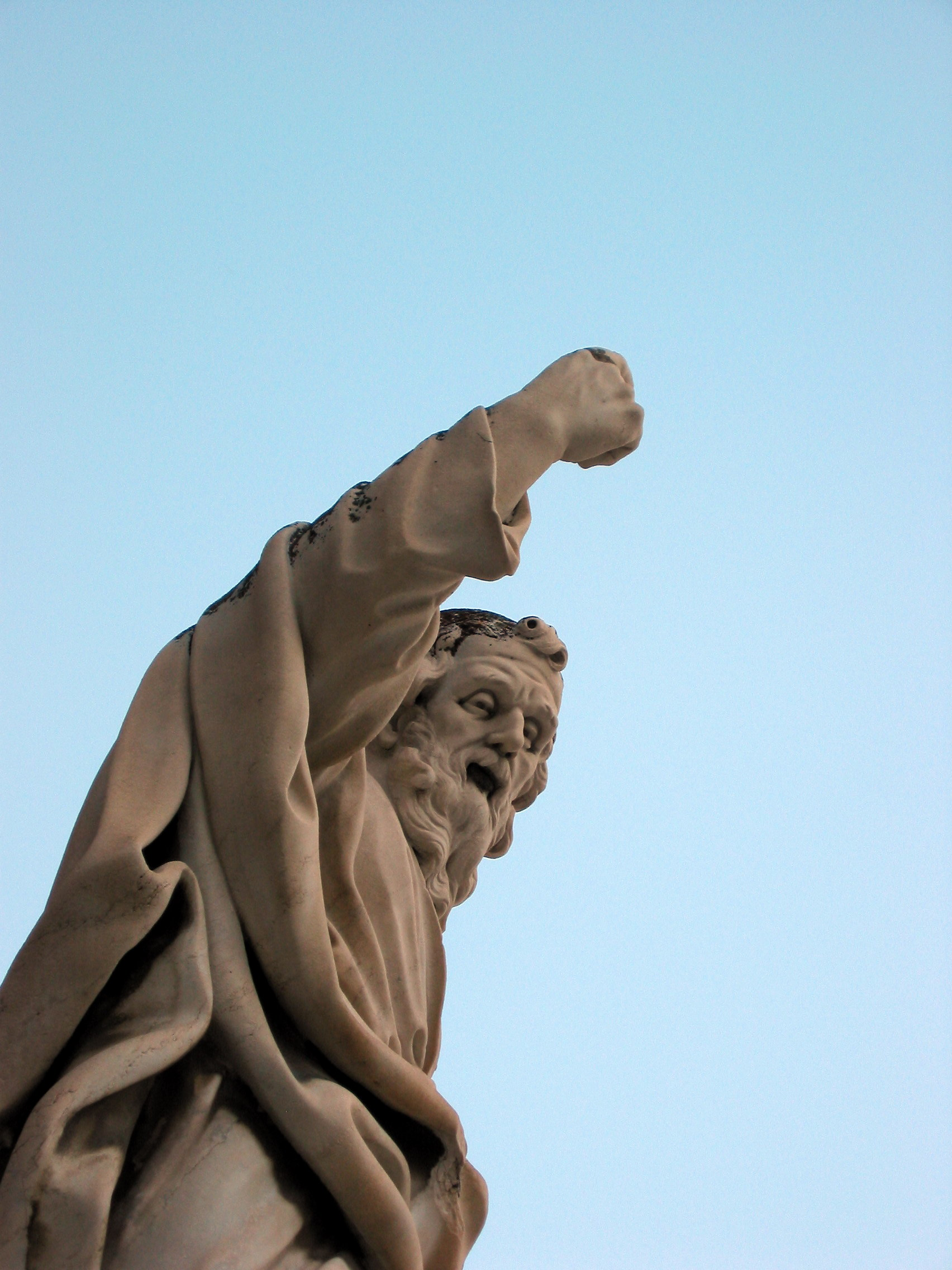
Gros plan de la statue de saint Paul.
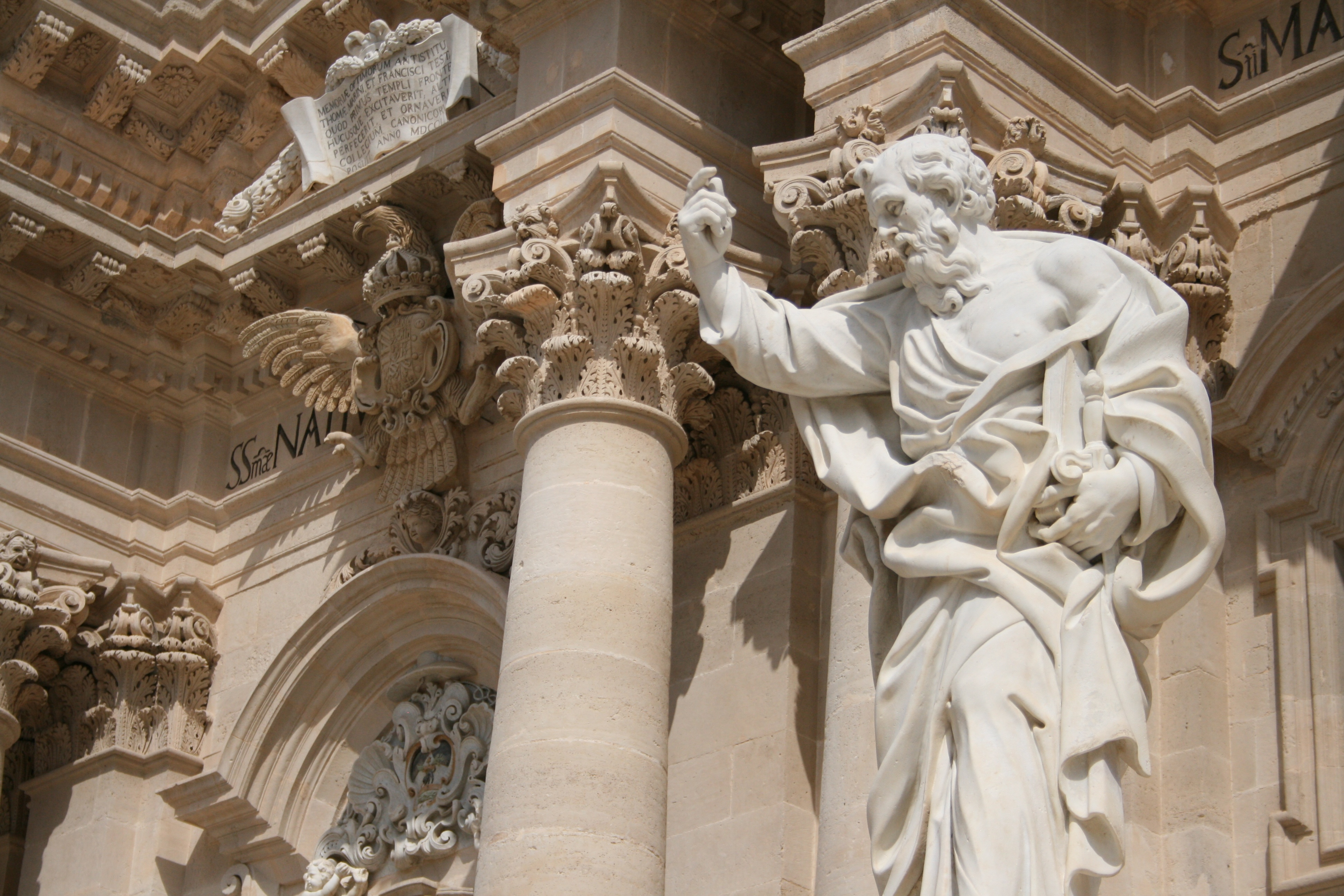
La statue de saint Paul, à droite au pied de la façade.

## Intérieur

### La nef centrale

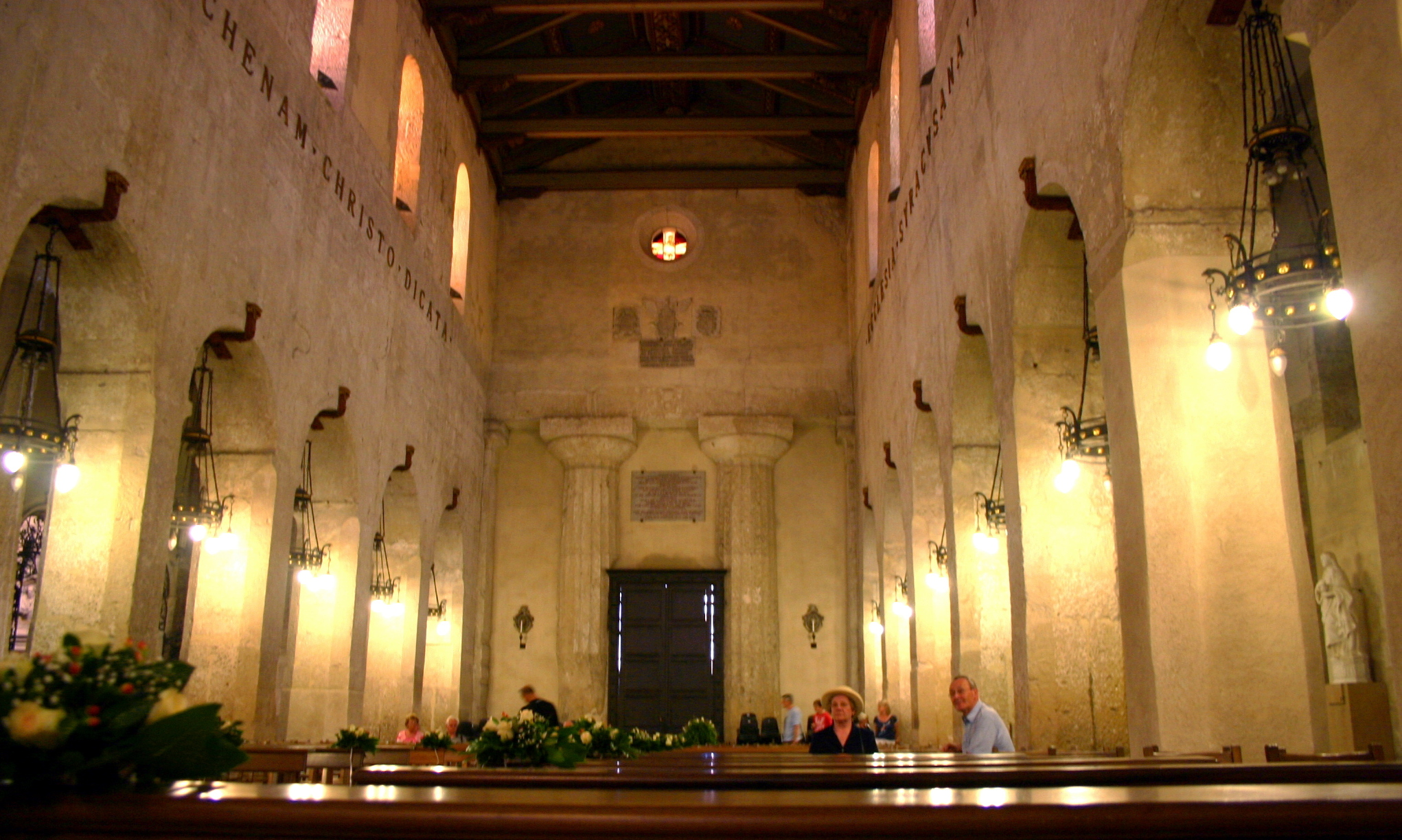
La nef centrale ; on distingue à l'entrée les deux grandes colonnes du temple dorique sicéliote.

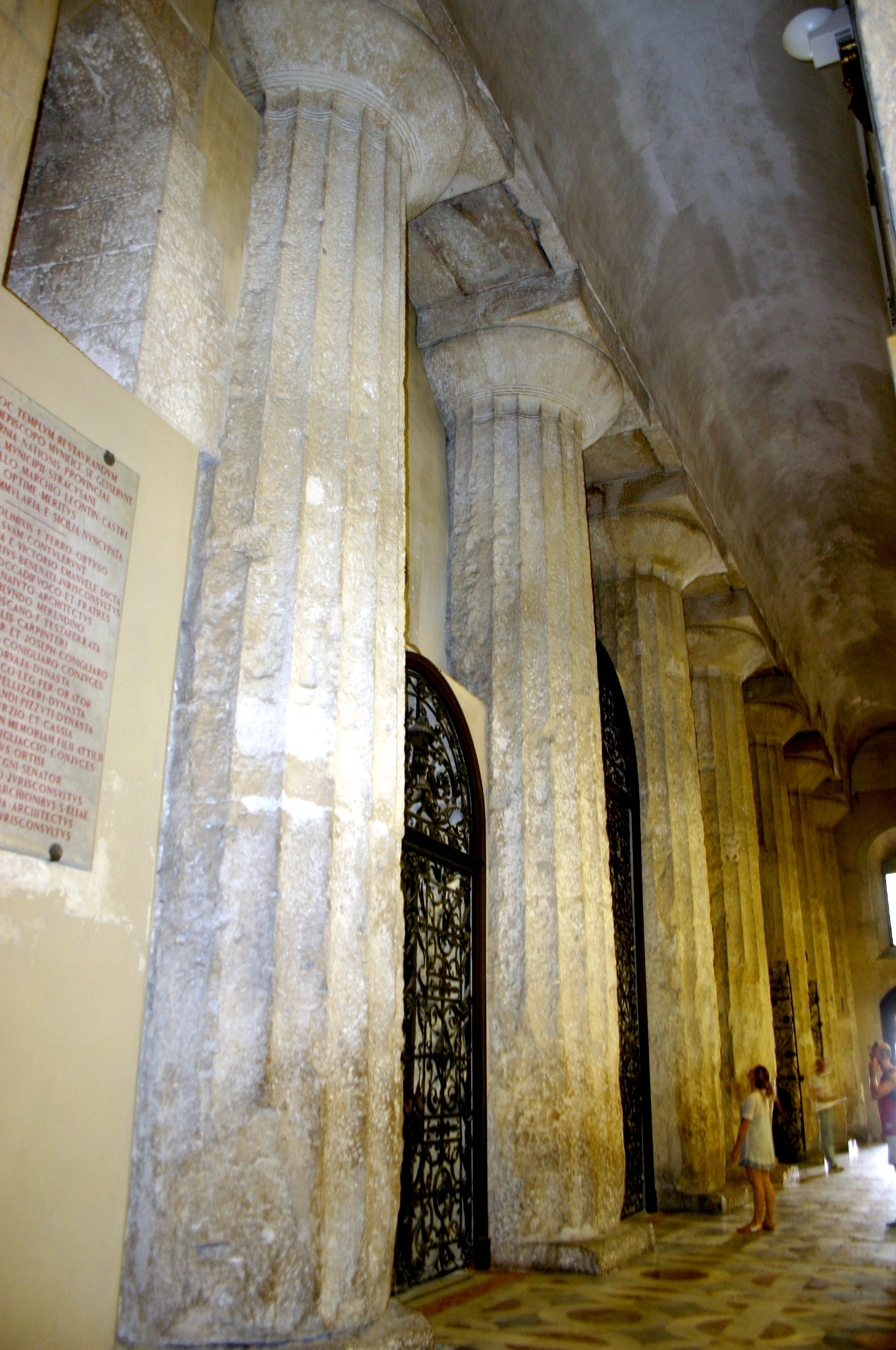
Colonnes doriques du temple d'Athéna, visibles à l'intérieur de la cathédrale.

À l'intérieur, on identifie parfaitement la structure et quelques éléments clés du temple grec : la nef est constituée de la cella du temple, dans les épais murs de laquelle des ouvertures en arc plein cintre ont été pratiquées (celles qui communiquent avec les bas-côtés), tandis que les espaces entre les colonnes décrivant le périmètre du temple ont été comblés pour former les murs de la cathédrale. À l'entrée, on distingue notamment deux grandes colonnes doriques, qui faisaient partie de l'opisthodome, salle des offrandes à laquelle ne pouvaient accéder que les prêtres.
Le chœur et le maître-autel sont de style baroque. La table de l’autel n’est autre que l’architrave du temple grec qui s’est écroulé lors du tremblement de terre de 1693.

### Les chapelles
La première chapelle du collatéral droit est celle du Baptistère : les fonts baptismaux sont constitués d’une vasque de marbre (hellénistique ou normande), posée sur sept lions de bronze du XIIIe siècle (époque normande).
La deuxième chapelle est celle de Sainte-Lucie, de 1712. Sur son autel s’ouvre une niche qui abrite le précieux simulacre, en lames argentées ciselées, œuvre du Palermitain Pietro Rizzo, contenant trois fragments des côtes de la sainte, posé sur une châsse d’argent réalisée par Nibilio Gagini, ornée de bas-reliefs évoquant le martyre de la sainte. La statue est portée deux fois par an en procession dans les rues de Syracuse, dont elle est la patronne.
La troisième chapelle est dédiée au Saint-Sacrement. Sa coupole est ornée de précieuses fresques représentant des scènes de l’Ancien Testament.

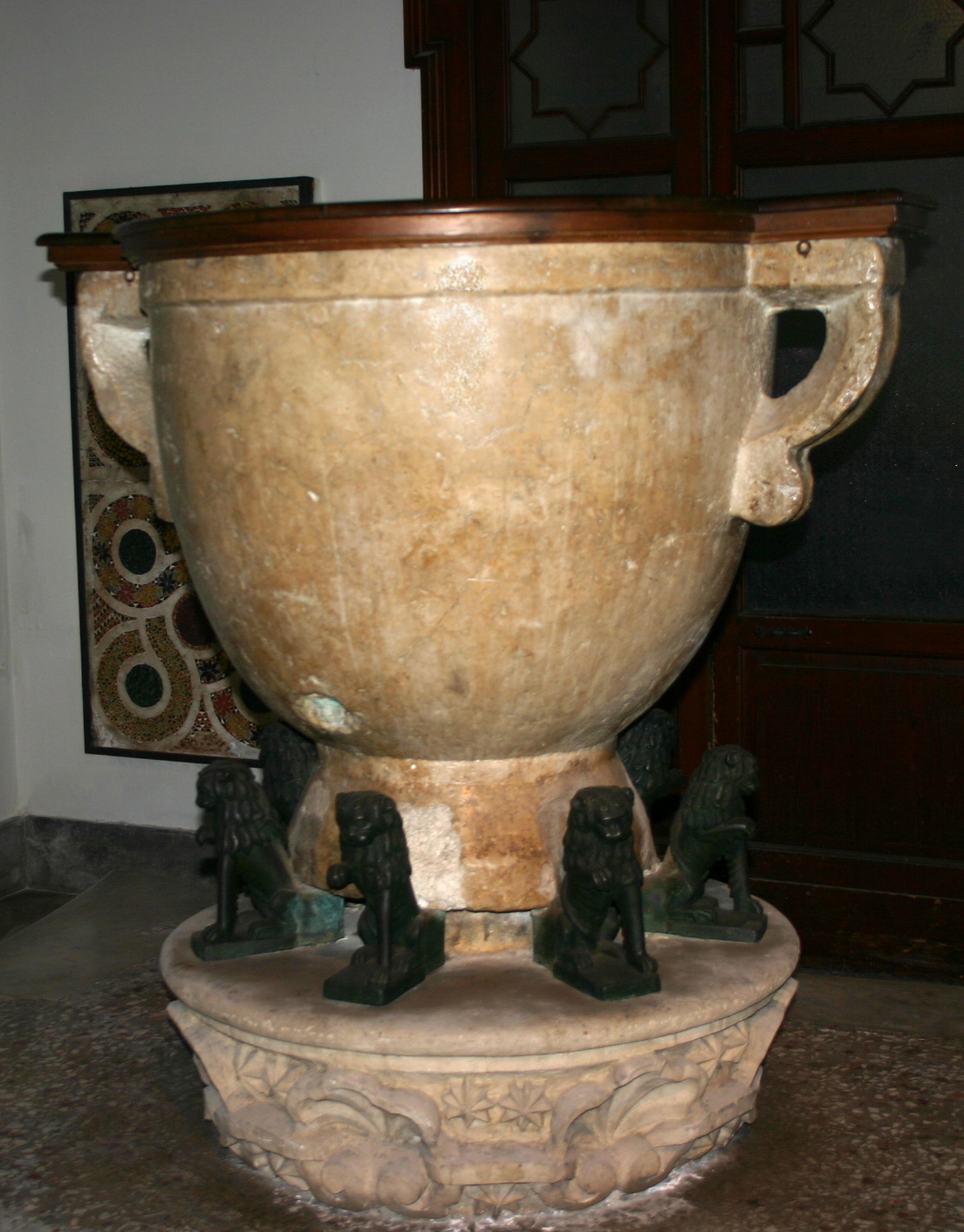
Fonts baptismaux dans la chapelle du Baptistère.
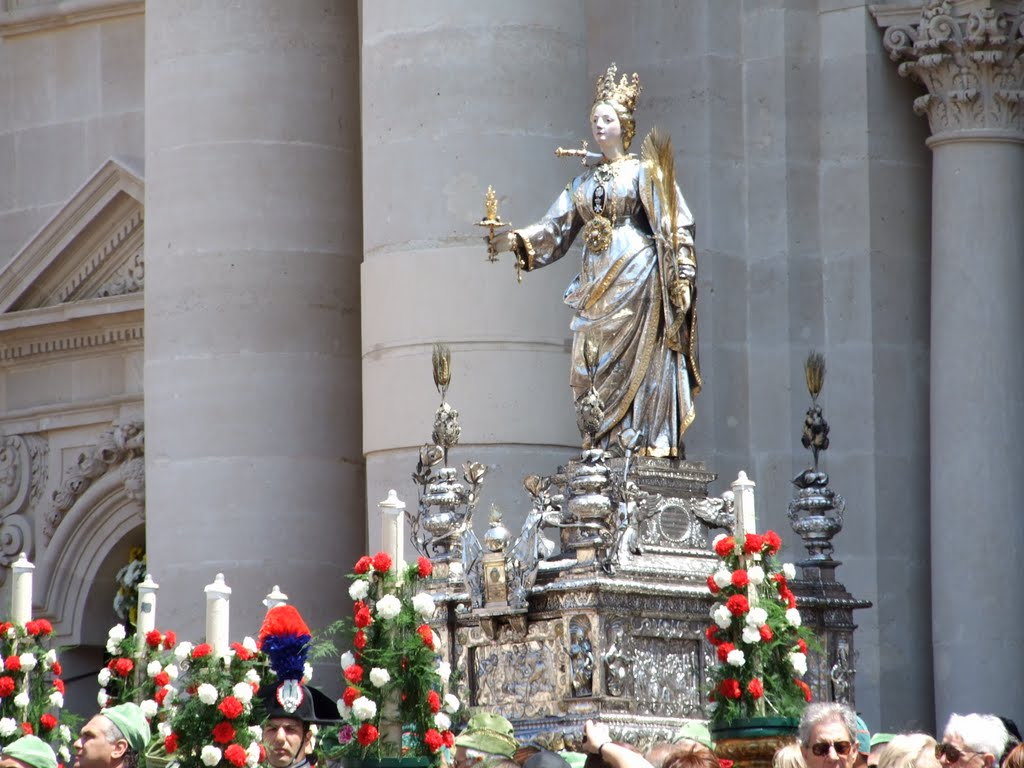
La statue en argent de Sainte-Lucie portée en procession dans les rues de la ville lors d'une festivité religieuse.
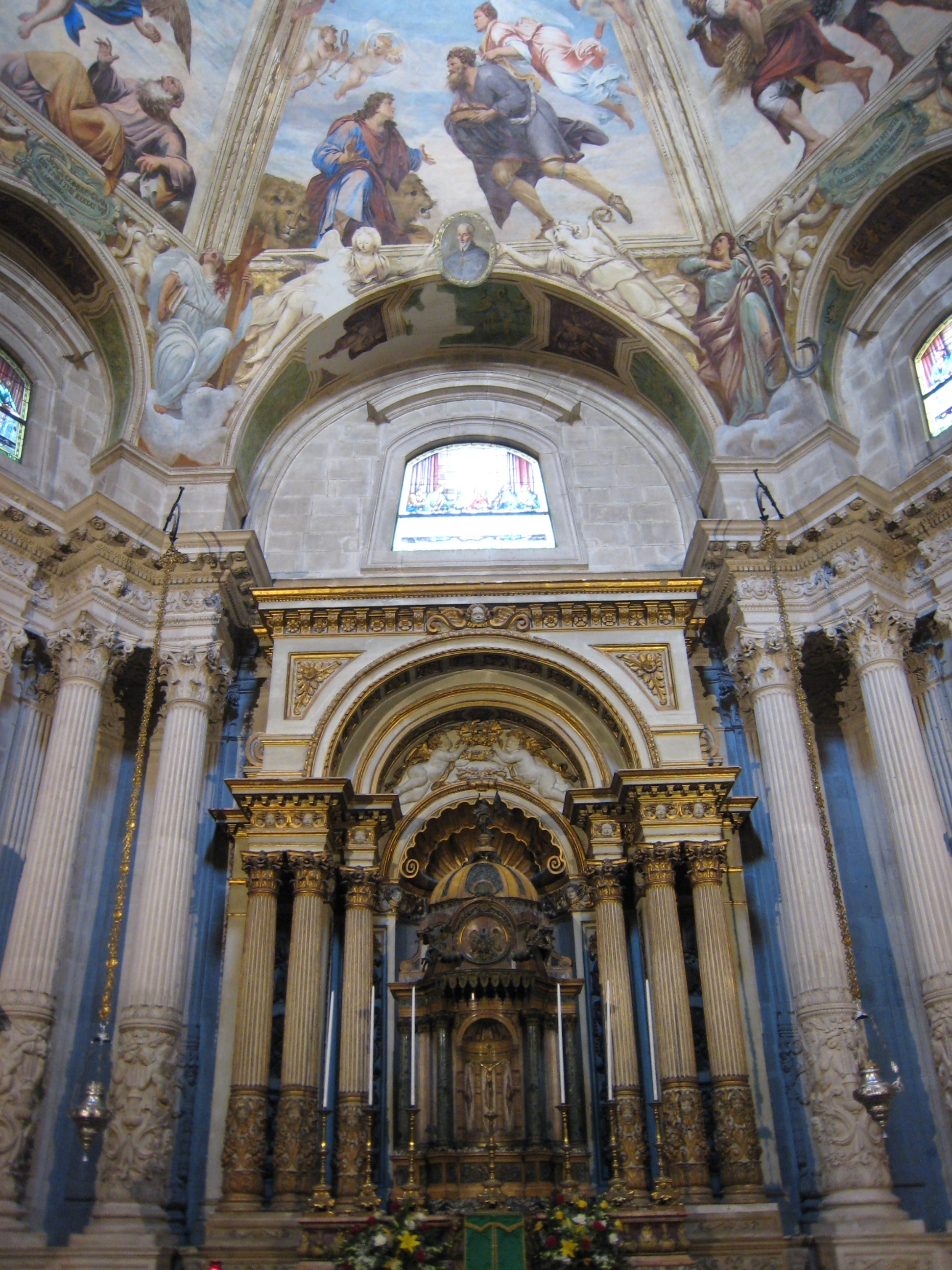
Chapelle du Saint-Sacrement : autel et fresques de la coupole.